# Río Grande, Veracruz
Río Grande är en ort i Mexiko.   Den ligger i kommunen Santiago Tuxtla och delstaten Veracruz, i den sydöstra delen av landet, 400 km öster om huvudstaden Mexico City. Río Grande ligger 155 meter över havet och antalet invånare är 414.
Terrängen runt Río Grande är kuperad åt nordväst, men åt sydost är den platt. Runt Río Grande är det ganska tätbefolkat, med 139 invånare per kvadratkilometer. Närmaste större samhälle är San Andres Tuxtla, 10,9 km öster om Río Grande. Omgivningarna runt Río Grande är en mosaik av jordbruksmark och naturlig växtlighet.